# Zemětřesení v Kjongdžu 2016
Zemětřesení v Kjongdžu 2016 bylo zemětřesení, ke kterému došlo 12. září 2016 v blízkosti Kjongdžu v Jižní Koreji. Zemětřesení o síle 5,4 momentové škály bylo nejsilnějším zaznamenaným zemětřesením v Jižní Koreji od roku 1978.
Po zemětřesení následovalo okolo 50 dotřesů, bylo poškozeno několik domů a obchodů a zraněno více než 8 lidí. Následujícího roku došlo v podobné oblasti ke stejně silnému otřesu, který zranil kolem 80 lidí.